# Giacomo Radini Tedeschi

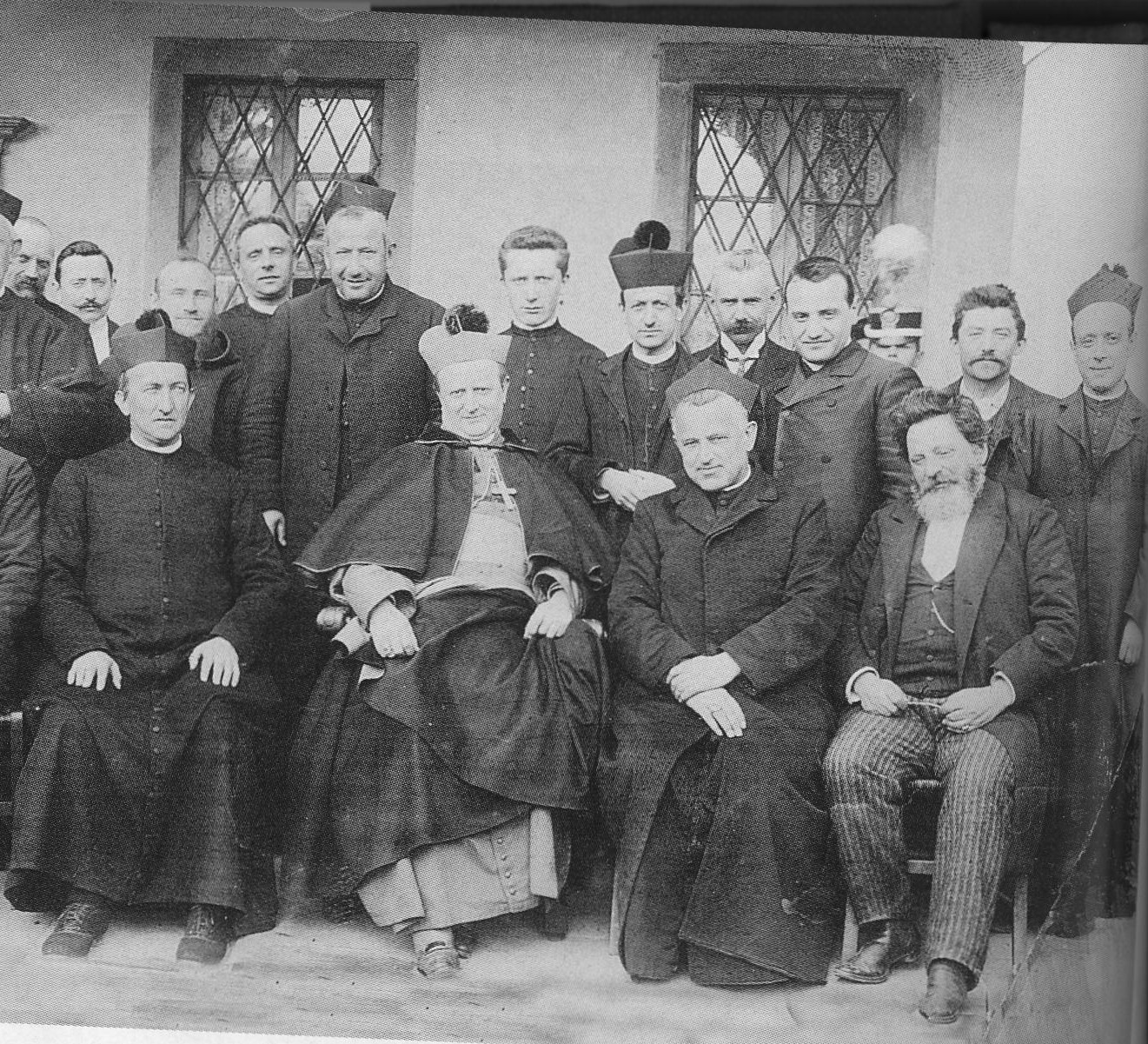
Foto von Bischof Radini Tedeschi. Dritter von rechts in der zweiten Reihe Angelo Giuseppe Roncalli, der spätere Papst Johannes XXIII.

Giacomo Maria Radini Tedeschi (* 12. Juli 1857 in Piacenza, Italien; † 22. August 1914 in Bergamo, Italien) war Bischof der römisch-katholischen Diözese Bergamo. Heute ist er für sein starkes Engagement in sozialen Belangen zu Beginn des 20. Jahrhunderts bekannt.

## Werdegang
Giacomo Maria Radini Tedeschi, zweiter Sohn aus einer wohlhabenden und adeligen Familie, wurde 1857 in Norditalien geboren. Er verließ 1866 seine Heimatstadt Piacenza und verbrachte die folgenden acht Jahre an Schulen in Genua und Bergamo. 1874 kehrte er nach Piacenza zurück und empfing 1879 das Sakrament der Priesterweihe. Später war er als Professor für kanonisches Recht am theologischen Seminar von Piacenza tätig. 1890 begann seine Tätigkeit im Kardinalstaatssekretariat des Heiligen Stuhls. In der Folgezeit war er mit vielen diplomatischen Missionen betraut.
Am 5. Januar 1905 ernannte ihn Papst Pius X. zum Bischof der Diözese Bergamo. Die Bischofsweihe spendete ihm am 29. Januar 1905 in der Sixtinischen Kapelle der Papst selbst; Mitkonsekratoren waren Giovanni Battista Scalabrini, Bischof von Piacenza, und Giacinto Arcangeli, Bischof von Asti. Giacomo Radini Tedeschi war ein starker Unterstützer der katholischen Gewerkschaften, in diesem Zusammenhang unterstützte er aktiv die Arbeiter einer Textilfabrik in Ranica während eines Arbeitskampfes. Während seines Bischofsamtes in Bergamo war sein Sekretär ein junger Priester namens Angelo Giuseppe Roncalli, welcher später als Johannes XXIII. Papst wurde.
Radini Tedeschi erkrankte an Krebs und starb zu Beginn des Ersten Weltkrieges. Seine letzten Worte zu seinem Sekretär waren:

“Angelo, prega per la pace.”

„Angelo, bete für den Frieden.“

Für den späteren Papst Johannes XXIII. war Radini Tedeschi ein Lehrer, der einen starken Einfluss auf ihn hatte.
Seine Grabstätte befindet sich im Dom von Bergamo.